# Helena de Orleães
Helena Luísa Henriqueta de Orleães (em francês: Hélène Françoise Henriette d'Orléans; Twickenham, 13 de junho de 1871 — Campânia, 21 de janeiro de 1951), foi uma princesa francesa da Casa de Orléans, filha do príncipe Filipe de Orléans, Conde de Paris e de sua esposa, a princesa Maria Isabel de Montpensier. Considerada uma das princesas mais bonitas da Europa, seu futuro casamento foi assunto de grande especulação, tendo como pretendentes: o príncipe Alberto Vitor do Reino Unido, Duque de Clarence e Avondale, o imperador Nicolau II da Rússia, o rei Vítor Emanuel III da Itália, o duque Ernesto Gunter de Eslésvico-Holsácia e o arquiduque Francisco Ferdinando da Áustria-Hungria.
Posteriormente Helena se casou com o príncipe Emanuel Felisberto, Duque de Aosta, neto do rei Vítor Emanuel II da Itália, em 25 de junho de 1895 na Igreja de St. Raphael em Kingston upon Thames. Estavam presentes na cerimónia o rei Vítor Emanuel III da Itália, o Príncipe e a Princesa de Gales e outros membros da família real britânica.
Helena e o seu marido tiveram dois filhos, Amedeo e Aimone, Duque de Aosta, que foram, respectivamente, o terceiro e quarto duques de Aosta. Aimone chegou a ser, brevemente, titulado rei da Croácia, com o nome de Tomislav II da Croácia.

## Família

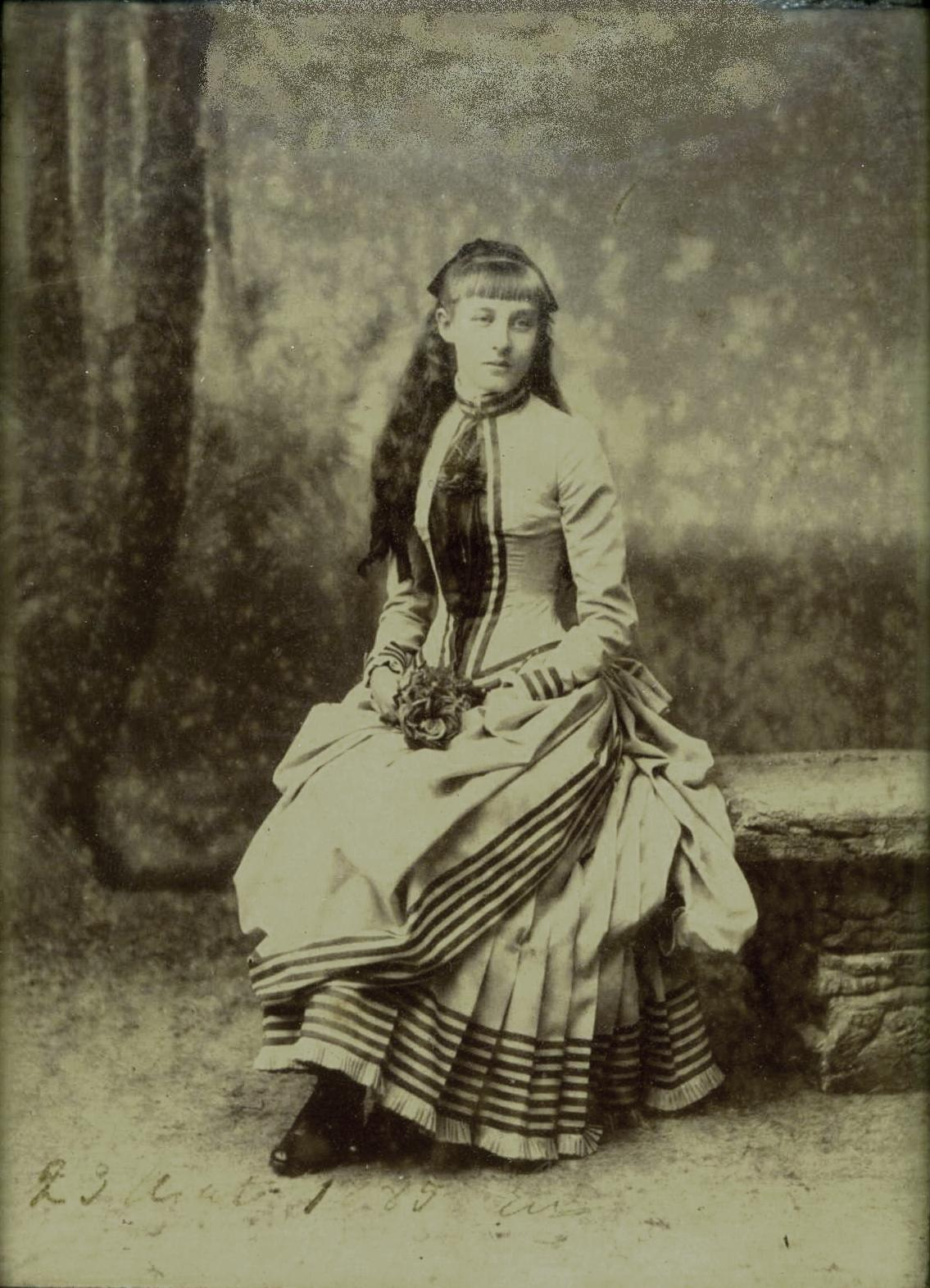
Helena em 1885

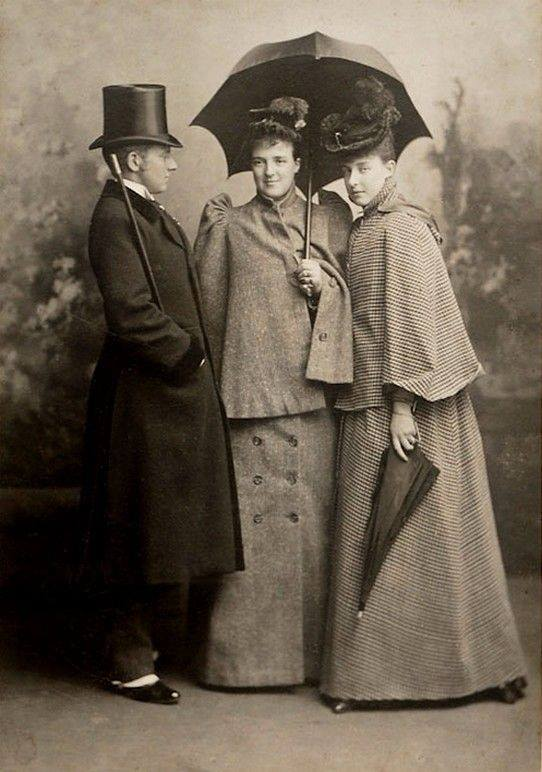
Helena (1.ª dir.) com os irmãos Filipe e Amélia

Helena era a terceira de oito filhos do príncipe Luís Filipe, Conde de Paris e da infanta Maria Isabel da Espanha. A sua mãe foi uma das filhas da infanta Luísa Fernanda de Espanha, enquanto que o seu pai era neto do rei Luís Filipe I de França, e foi herdeiro aparente do trono francês desde 1842 até o exílio da dinastia em 1848. Assim como os seus dois irmãos mais filhos, ela nasceu no exílio em York House (Twickenham), pouco antes da lei de banimento contra a dinastia ser revogada. Repatriada para a França no final de junho de 1871, a família passou a residir na cidade de Paris no Hotel Fould, localizado na Rue du Faubourg Saint-Honoré, como convidados de seu tio, o príncipe Henrique, Duque de Aumale, cujas riquezas e propriedades na França não tinham sido confiscadas em 1852, ao contrário de outros príncipes Orleães. Em 21 de dezembro de 1872, a Assembleia Nacional promulgou uma lei de restituição, autorizando a restauração de aproximadamente 40 milhões dos oitenta milhões de francos no valor das propriedades que anteriormente pertenciam a Casa de Orleães, embora a real reaquisição desses bens levasse muitos anos.
Enquanto isso, uma amiga dos pais de Helena, a aristocrata Maria Brignole-Salei dei marchesi di Groppoli, Duquesa di Galliera, colocou a sua disposição o piso térreo e os jardins do Hôtel Matignon, localizado na Rue de Varenne na cidade de Paris. Ao longo da adjacente Rue de Babylone, a Duquesa tinha uma casa de dois andares para acomodar os filhos dos Orleães, suas governantas e tutores, tendo servido de casa para Helene desde 1876 até que seu pai foi novamente exilado.
Em 1883, o último príncipe legítimo da linha masculina de Luís XV de França, o Henrique, Conde de Chambord, não teve filhos, e aos olhos dos monarquistas franceses com exceção dos legitimistas recalcitrantes, o príncipe Luís Filipe, Conde de Paris era o herdeiro legítimo da coroa Bourbon da França. No entanto, as celebrações na cidade de Paris na primavera de 1886, antes do casamento em Lisboa da irmã mais velha de Helena, Amélia de Orleães com Carlos I de Portugal, evocaram claras expressões de apoio a Casa de Orleães que em 22 de julho, a República Francesa tomou precauções de banir os chefes das antigas dinastias dominantes da França (os Orleães e os Bonapartes) da nação. Quase todos os Orleães deixaram a França prontamente, com Helena e seus pais visitando a cidade de Royal Tunbridge Wells na Inglaterra e viajando para a Escócia antes de fixarem residência em outubro na Sheen House em East Sheen na Inglaterra.
Em 1890, eles mudaram-se para a mansão de Stowe House, localizada em Buckingham na Inglaterra.

## Potenciais relacionamentos
A maioria dos irmãos de Helena casaram-se bem, incluindo Amélia de Orleães, Luís Filipe, Duque de Orleães (que se casou com Maria Doroteia da Áustria) e Isabel de Orleães, e os pais de Helena tinham esperanças que Helena se casasse com um herdeiro direto ao trono da Europa. Essas esperanças foram alimentadas pelo fato de que Helena era considerada uma das mulheres mais bonitas da Europa da época, e uma fonte contemporânea afirmou que ela era "a personificação da saúde e beleza feminina, distinguida como atleta graciosa e linguista encantadora".

### Relação com o Duque de Clarence

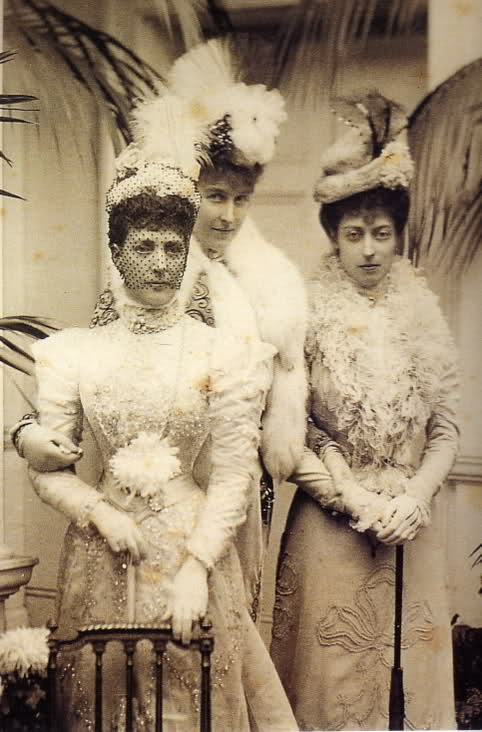
Helena (centro) com a Rainha Alexandra e filha Vitória do Reino Unido - respectivamente mãe e irmã de seu pretendente Eddy

O príncipe Alberto Vitor, Duque de Clarence e Avondale (Eddy), era o filho mais velho do futuro Eduardo VII do Reino Unido e neto da rainha Vitória do Reino Unido. Durante a primavera e verão de 1890, Eddy e Helena puderam se conhecer na casa de sua irmã dele, a princesa Luísa, Princesa Real do Reino Unido, em Sheen e na Escócia, e com o encorajamento de suas mães, Helena e Eddy se apaixonaram. Em 29 de agosto, a o Duque de Clarence obteve a permissão para se encontrar sozinho com a sua avó no Castelo de Balmoral na Escócia, e trouxe Helena com ele. Casamentos com católicos romanos implicaria na perda de todos direitos constitucionais de Eddy ao trono do Reino Unido, de acordo com o Ato de Sucessão, mas Helena se ofereceu para se converter ao Anglicanismo britânico. Quando a rainha Vitória do Reino Unido expressou surpresa com a oferta de Helena, esta chorou e insistiu que a sua vontade de fazê-lo era por amor. Movida pelo desesperado pedido de ajuda do casal, a rainha Vitória ofereceu o seu apoio, mas alertou que achava que teria muitos obstáculos pelo frente. Isso incluía a expectativa de que o pai de Helena não consentiria que a sua filha mudasse de fé.
Alberto Vitor ofereceu renunciar os seus direitos de sucessão se necessário, escrevendo para o seu irmão: "Você não tem ideia de como eu amo essa doce garota agora e sinto que nunca poderia ser feliz sem ela". Sua mãe concordou com sua decisão, assim como seu pai.
No entanto os medos da rainha Vitória em relação a oposição se mostraram reais. Seu primeiro ministro, Robert Gascoyne-Cecil, 3.º Marquês de Salisbury expresso objeções para a aliança a rainha reinante por escrito em 9 de setembro. O pai de Helena se recusou a aceitar o casamento, estava convencido que ela não podia se converter ao Anglicanismo e informou a rainha reinante britânica de sua decisão. Ele concedeu a permissão, mas para Helena pedir pessoalmente ao Papa Leão XIII uma dispensa para o casamento com Alberto Vitor, mas o papa confirmou o veredito de seu pai e o namoro terminou.
Alberto Vitor nunca superou os seus sentimentos por Helena e seu relacionamento é relembrado em seu túmulo no Castelo de Windsor por uma cora de miçangas com uma única palavra "HELENE" escrita nela.
A rainha reinante Vitória do Reino Unido escreveu para o seu neto Alberto Vitor recomendando outra de suas netas, a princesa Margarida da Prússia, como uma alternativa, mas nada acontece, e Alberto Vitor disse à sua avó que gostava de outra prima prima direta em primeiro grau, a princesa Alice de Hesse e Reno (um desejo que a Rainha muito esperava), porém não foi correspondido, pois essa já estava atraída pelo futuro imperador Nicolau II da Rússia. Mais tarde, acabou participando de um noivado arranjado com a até então princesa Maria de Teck, mas o casamento não aconteceu.

### Outros potenciais relacionamentos
Embora reconheça em seus diários o desejo de seus pais por uma aliança francesa, o futuro czar Nicolau II da Rússia (primo de Alberto Vítor, Duque de Clarence e Avondale) nunca seguiu a sua escolha por Helena.
Segundo relatos, os próprios pais de Nicolau, o imperador Alexandre III da Rússia e a sua esposa a Dagmar da Dinamarca, desejavam que Nicolau arranjasse casamento com Helena, pois isso estreitaria as relações diplomáticas da Rússia com a França de forma direta. Porém Nicolau, já estava apaixonado pela princesa Alice de Hesse e Reno e conseguiu a sua permissão para o seu casamento em 1894, após muita insistência.
Em 1892, enquanto viajava pelo Egito com seu irmão Luís Filipe, Duque de Orleães, Helena conheceu o príncipe Ernesto Gunter de Eslésvico-Holsácia, que decidiu que se casaria com ela, para a fúria de sua irmã, a princesa Augusta Vitória de Eslésvico-Holsácia. A pressão diplomática alemã pôs fim as esperanças de Ernesto Gunter, que provavelmente foram infrutíferas, pois Helena não demonstrou interesse em seus cortejos. Depois, os membros da família propuseram um casamento com o arquiduque Francisco Fernando da Áustria-Hungria. Embora o imperador Francisco José I da Áustria não tenha auxiliado disse que não se oporia, e o próprio Francisco Fernando não disse não, mas acabou adiando a decisão de casamento. Ele acabou conhecendo a sua futura esposa (a princesa Sofia, Duquesa de Hohenberg) e nunca mais pensou em Helena.

## Casamentos e filhos

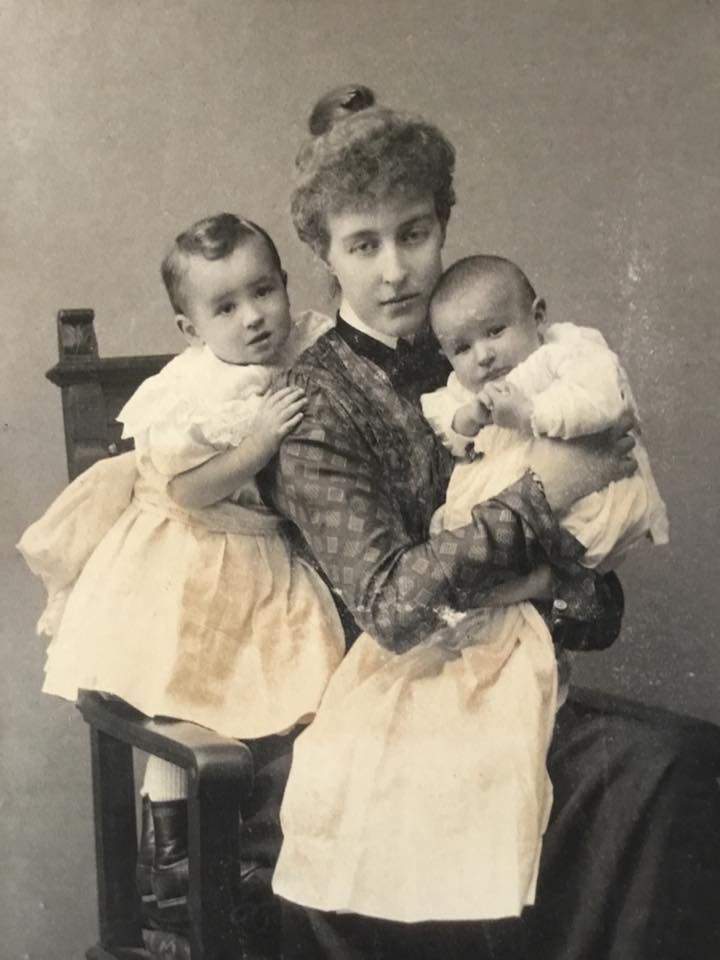
Helena com os filhos Amadeu e Aimone

Em 25 de junho de 1895 na Igreja de St. Raphael em Kingston upon Thames, Helena casou-se com o príncipe Emanuel Felisberto, Duque de Aosta. Ele era o segundo na linha de sucessão ao trono italiano. Ao casamento compareceu o futuro rei Vítor Emanuel III da Itália, o Príncipe e a Princesa de Gales e outros membros da família real britânica.
O casal teve dois filhos:
- Príncipe Amedeo, 3º Duque de Aosta (21 de outubro de 1898 - 3 de março de 1942)
- Príncipe Aimone, 4º Duque de Aosta, que reinou brevemente como Rei Tomislav II da Croácia (9 de março de 1900 - 29 de janeiro de 1948).

Ficou viúva em 1931, Helena casou-se pela segunda vez em 1936 com o Coronel Otto Campini.